# المختبر (فلم)
المختبر هو فيلم وثائقي لعام 2013 ليوتام فيلدمان عن الصناعة العسكرية الإسرائيلية. في مهرجان تل أبيب الدولي للأفلام الوثائقية 2013، فاز بجائزة أفضل فيلم لاول مرة.   تم عرضه أيضًا في مهرجان الفيلم الوثائقي الألماني دوك لايبزيد ، ومهرجان أنتيننا السينمائي في سيدني، أستراليا ، ومهرجان رؤى الواقع في نيون، سويسرا.    وهو إنتاج إسرائيلي وبلجيكي وفرنسي مشترك لأفلام العلكة، من إخراج يوتام فيلدمان. تبلغ مدته 60 دقيقة وتم تصويره باللغة العبرية وله ترجمة باللغة الإنجليزية. وتدعي أن إسرائيل تحقق الربح من خلال اختبار الأسلحة في الأراضي المحتلة والتي يتم بيعها بعد ذلك في جميع أنحاء العالم مع تسويق أنها تم اختبارها في القتال.